# Trận Gabiene
Trận Gabiene (316 TCN) là một trận chiến lớn thứ hai (sau trận Paraitacene) giữa hai người kế vị của Alexander Đại đế: Antigonos và Eumenes trong cuộc chiến tranh của các Diadochi.

## Bối cảnh
Sau cái chết của Alexander Đại đế (323 TCN),  các vị tướng của ông ngay lập tức bắt đầu cãi nhau về đế chế của ông. Chẳng bao lâu nó biến thành một cuộc chiến tranh, với mỗi vị tướng cố gắng để yêu cầu được nhận một phần vương quốc rộng lớn của Alexander. Một trong những vị tướng tài năng nhất trong số các Diadochi là Antigonos Monophthalmos, ông gọi như vậy vì một mắt của ông bị mất trong một cuộc bao vây. Trong những năm đầu của chiến tranh giữa những người thừa kế, ông phải đối mặt với Eumenes, một vị tướng có khả năng người đã đánh bại Craterus. Hai Diadochi  đã có một loạt các hành động trên toàn Tiểu Á và Ba Tư trước khi đối mặt nhau ở tại Gabiene (tiếng Hy Lạp: Γαβιηνή).
Antigonus đã là một vị tướng của Philip II, vua của Macedonia, và sau này cho con trai ông Alexander. Ông có kỹ năng và kinh nghiệm trong chiến tranh, và ông đã chứng tỏ được mình trong nhiều trận đánh. Eumenes không có nguồn gốc  Macedonia, không giống như phần lớn những Diadochi còn lại. Ông là thư ký của Alexander, nhưng Alexander dường như đã công nhận tài năng quân sự ở Eumenes, và giao cho ông một số quyền chỉ huy cấp cao trong chiến dịch tại Ấn Độ. Sau cái chết của Alexander, Eumenes nhanh chóng cho thấy kỹ năng của mình, liên minh với Perdiccas và chiến thắng trên phần lớn Anatolia.
Tư liệu duy nhất của trận chiến này là  từ Hieronymus của Cardia trợ lý cá nhân của Eumenes (sau này thông qua sử gia Diodorus), người sau này chuyển sang trung thành  với Antigonus, ông đã cung cấp một cái nhìn độc đáo từ cả hai bên.

## Chiến thuật của Antigonos và Eumenes
Ở miền trung của Ba Tư, hai quân đội đóng trại cách nhau khoảng bốn dặm rưỡi trên một đồng bằng phẳng, bị cát hoang hóa. Antigonus, có ưu thế về kỵ binh, tập trung hàng loạt kị binh nặng Thracia của mình, voi và bộ binh hạng nhẹ và lính phóng lao nhẹ bên cánh phải của mình. Con trai của Antigonos, Demetrios đã được nắm quyền chỉ huy lực lượng tiên phong. Eumenes, nhìn thấy sự bố trí của Antigonos, tự đặt bản thân mình và lực lượng kỵ binh tốt nhất của mình đối diện với kỵ binh nặng của Antigonos cùng với những con voi của ông và bộ binh nhẹ. Ông có ý định tổ chức kìm chân cuộc tấn công của Antigonos trong khi sử dụng lực lượng phalanx Argyraspides tinh nhuệ của mình để giành chiến thắng ở khu trung tâm cũng giống như họ đã làm tại Paraitacene. Đội quân Argyraspides là một đơn vị cựu binh hypaspist của Alexandros, những người đã chiến đấu dưới thời Philippos và sau đó là Alexandros. Mặc dù thực tế là các cựu binh dày dạn kinh nghiệm này đã đủ tuổi để là ông nội của kẻ thù mình, họ vẫn còn rất được tôn trọng và được cho là bất khả chiến bại trong chiến đấu.